# Dan Bar-On
 (mai 2016).
Dan Bar-On, né le 3 octobre 1938 à Haïfa et mort le 4 septembre 2008 à Tel Aviv, est un psychologue israélien.

## Biographie
En hébreu, דן בר-און, il est né le 3 octobre 1938 à Haïfa en Palestine mandataire. Il est le fils de parents juifs allemands de Hambourg. Il a grandi au Kibboutz Revivim dans le Negev.
Il étudie l'agriculture et la psychologie, en 1975 il obtient une maîtrise des arts en psychologie. Il travaille à l'hôpital et se spécialise dans le traitement des survivants de l'Holocauste. En 1981, il termine son doctorat à l'Université hébraïque de Jérusalem, en 1983, il travaille à l'Institut de Technologie du Massachusetts.
En 1985, il voyage en Allemagne et parle aux enfants de nazis. Il publie un livre en 1989 'Legacy of Silence' : Rencontres avec des enfants du Troisième Reich, il est publié en 1993. En 1992, il organise un groupe de discussion, il est rejoint par Martin Bormann junior, le premier fils de l'ancien dignitaire nazi Martin Bormann.
Il a reçu le prix de la paix Erich-Maria-Remarque en 2003.
De 2006 à 2008, il dirige la Fondation Körber. Jusqu'en 2007, il était professeur de psychologie à l'Université Ben Gourion du Néguev au Néguev.
Il est décédé le 4 septembre 2008 à Tel Aviv.